# Sveti Anton (Mošćenička Draga)
Sveti Anton (olaszul: Sant’Antonio) falu Horvátországban, Tengermellék-Hegyvidék megyében. Közigazgatásilag Mošćenička Dragához tartozik.

## Fekvése
Fiume központjától 17 km-re délnyugatra, községközpontjától 3 km-re északra a Tengermelléken, az Isztriai-félsziget északkeleti részén, az Učka-hegység keleti lejtőin, a tengerparttól 1 km-re fekszik.

## Története
A régi települést egykor Ostružnjaknak nevezték. Temploma 1669-ben épült, mai nevét is templom védőszentje után kapta.1880-ban 24, 1910-ben 140 lakosa volt. Az első világháború után az Olasz Királyság szerezte meg ezt a területet, majd az olaszok háborúból kilépése után 1943-ban német megszállás alá került. 1945 után a területet Jugoszláviához csatolták, majd ennek széthullása után a független Horvátország része lett. 2011-ben a falunak 8 lakosa volt.

## Lakosság
| Lakosság változása | Lakosság változása | Lakosság változása | Lakosság változása | Lakosság változása | Lakosság változása | Lakosság változása | Lakosság változása | Lakosság változása | Lakosság változása | Lakosság változása | Lakosság változása | Lakosság változása | Lakosság változása | Lakosság változása | Lakosság változása |
| ------------------ | ------------------ | ------------------ | ------------------ | ------------------ | ------------------ | ------------------ | ------------------ | ------------------ | ------------------ | ------------------ | ------------------ | ------------------ | ------------------ | ------------------ | ------------------ |
| 1857               | 1869               | 1880               | 1890               | 1900               | 1910               | 1921               | 1931               | 1948               | 1953               | 1961               | 1971               | 1981               | 1991               | 2001               | 2011               |
| 0                  | 0                  | 24                 | 155                | 157                | 140                | 0                  | 0                  | 91                 | 90                 | 59                 | 44                 | 28                 | 9                  | 11                 | 8                  |

## Nevezetességei
- A falu alacsonyabban fekvő alsó részén található Páduai Szent Antal tiszteletére szentelt temploma, mely a 17. században 1669-ben épült.
- A templomtól feljebb épen fennmaradt régi házak között egy nagyobb, részben növényzettel benőtt romos épület áll, melyet a helyiek kastélynak (kaštel) neveznek.